# Sascha Riether
Sascha Riether (Lahr, 23 de março de 1983) é um futebolista profissional alemão que atua como defensor, atualmente defende o Schalke 04.

## Carreira
Sascha Riether começou sua carreira no SC Freiburg em 2002.